# Haide Giri
Haide Delia Giri, (General Pico, 1952 - ) es una médica y política argentina. Fue senadora Nacional por la Provincia de Córdoba, República Argentina hasta el año 2009.
Nacida en la ciudad de General Pico, provincia de La Pampa, en su adolescencia se trasladó a la Provincia de Córdoba para realizar sus estudios universitarios. Se gradúa con el título de médica cirujana, en la Facultad de Ciencias Médicas de la Universidad Nacional de Córdoba, el cual posteriormente fue convalidado por la Universidad Real de Madrid.
Entre los años 1974-1976 se desempeñó como Subsecretaria de Gobierno (Área Acción Social) de la Municipalidad de Córdoba. En 1993 fue elegida Senadora Provincial por el Departamento Capital y llevó adelante desde 1996 la Presidencia de un Bloque Independiente, hasta la finalización de su mandato en el año 1997.
Dos años más tarde, se incorporó al Ministerio de Salud de la provincia de Córdoba, como Directora de Acción Social y Directora de la Unidad de Apoyo P.A.I.Cor (Programa de Asistencia Integral de Córdoba) dependiente de la Secretaría General de Gobierno. En el año 2001, asumió como directora general de Atención Médica. Ese mismo año ocupó el cargo de Secretaria de Salud de la provincia y luego el de Secretaria de Salud de la Municipalidad de Córdoba. En el 2002 fue designada como Secretaria General del Gobierno de la Provincia de Córdoba.
En julio de 2003 fue nombrada Presidenta de DACYT hasta diciembre de ese mismo año cuando asumió como Senadora de la Nación y desde entonces formó parte del bloque Frente para la Victoria de la Presidenta de la Nación Argentina Dra. Cristina Fernández de Kirchner. Fue Presidenta de la Comisión de Salud y Deporte, Vicepresidenta de la Comisión de Ciencia y Tecnología, e integró como vocal las Comisiones de Defensa Nacional, de Turismo, y de Población y Desarrollo Humano. Asimismo fue miembro del Grupo Parlamentario de Amistad con el Pueblo de Grecia.
En la provincia de Córdoba, integró la Mesa Ejecutiva del Consejo Provincial de la Mujer.
En el año 2005, fue miembro Permanente de la Unión Interparlamentaria Mundial.
Es coautora de la Ley de Planificación Familiar y Salud Reproductiva y de la Ley de Tránsito de la provincia de Córdoba. Entre sus propuestas legislativas más importantes se destacan:
- Proyecto de Ley sobre prevención y protección integral contra la Violencia Doméstica.
- Proyecto de ley contra la Violencia Laboral.
- Proyecto de Ley modificando la ley de Lealtad Comercial. Sancionado el 29 de noviembre de 2006. Promulgado por el Poder Ejecutivo Nacional el 19 de diciembre de 2006. Ley Nº 26.179.
- Proyecto de Ley transfiriendo a título gratuito a favor de la municipalidad de Marcos Juárez, Córdoba, un inmueble del Estado Nacional. Sancionado por el Congreso Nacional con el número de Ley 26.201. Promulgado por el Poder Ejecutivo Nacional el 9 de enero de 2007.
- Proyecto de Ley sobre la regulación de la actividad de Tatuajes en la piel y otras Técnicas corporales.
- Proyecto de Ley contra el delito de Trata de Personas y Sistema de Información, Protección y Amparo a la Víctima.
- Proyecto de Ley sobre la aplicación de Técnicas de Reproducción Humana Asistida.
- Proyecto de Ley Regulando la Comercialización de los productos elaborados con Tabaco y controlando los efectos que en la salud humana produce su consumo activo y la exposición de las personas al humo de Tabaco.
- Proyecto de Ley instituyendo el año 2008, como “Año de la Lucha contra la Violencia Doméstica” en la República Argentina.